# فرانكو إسكوبار
فرانكو إسكوبار (بالإسبانية: Franco Nicolás Escobar)‏ (21 فبراير 1995 بروساريو في الأرجنتين - ) هو لاعب كرة قدم أرجنتيني في مركز الدفاع. لعب مع أتلانتا يونايتد ونيولز أولد بويز.

## وصلات خارجية
- فرانكو إسكوبار على موقع الدوري الأمريكي (الإنجليزية)
- فرانكو إسكوبار على موقع قاعدة بيانات كرة القدم.إي يو (الإنجليزية)
- فرانكو إسكوبار على موقع Soccerbase.com (لاعب) (الإنجليزية)
- فرانكو إسكوبار على موقع Soccerway.com (الإنجليزية)
- فرانكو إسكوبار على موقع عالم كرة القدم.نت (الإنجليزية)